# Antonio Richarte

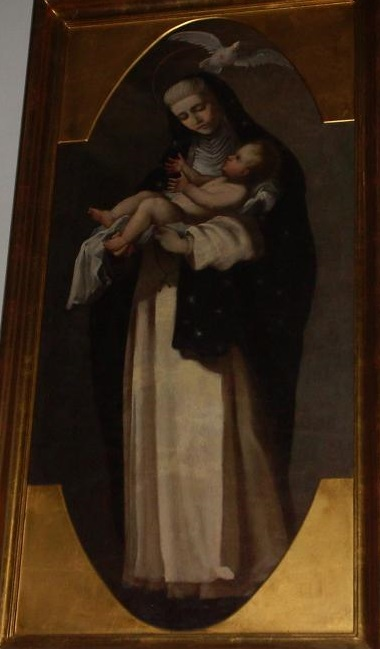
Santa Inés de Montepulciano, óleo sobre lienzo, Valencia, iglesia de Nuestra Señora del Pilar y san Lorenzo.

Antonio Richarte (Yecla, 1690-Valencia, 1763) fue un pintor tardobarroco español activo en Valencia. 

## Biografía
Tras estudiar latinidad, según Ceán Bermúdez,  fue discípulo en Murcia de Senén Vila y, a la muerte de este, en 1707, debió de pasar por Madrid donde es probable que conociese y completase su formación con Miguel Jacinto Meléndez, antes de instalarse definitivamente en Valencia en 1713. La reciente localización de su partida de defunción nos permite datar la fecha exacta de su óbito: 4 de julio de 1763.
En Valencia pintó mucho, principalmente según Ceán banderas para las cofradías, mantuvo una academia en su propio domicilio y fue maestro de Antonio Ponz, quien citaba como obra de Richarte las pinturas al fresco de la iglesia del convento de franciscanos descalzos. Suyas eran las pinturas, en parte conservadas, de los intercolumnios y banco del retablo de San José, en la iglesia del convento de Santo Domingo, donde también era suya una representación de la batalla de Lepanto sobre la puerta de entrada al claustro y alguna otra obra perdida, como también parecen haberse perdido las restantes obras citadas por Ceán en diversas iglesias de Valencia y en las parroquiales de Cheste y Godella. Del retablo del antiguo convento de Santo Domingo, actual parroquia del Pilar y san Lorenzo, se han conservado diez lienzos procedentes de los intercolumnios que se habían dado por perdidos con el incendio del retablo durante la Guerra Civil Española. Pintados en 1736, representan a ocho santos dominicos con las santas Catalina de Alejandría y María Magdalena en lienzos de formato vertical, con barroca vivacidad en los pliegues de los hábitos.